# 维埃纳河畔孔达
維埃納河畔孔达（法語：Condat-sur-Vienne，法語發音：[kɔ̃da syʁ vjɛn]）是法国新阿基坦大区上维埃纳省的一个市镇，位于该省南部，属于利摩日区。

## 地理
维埃纳河畔孔达（45°47'35"N, 1°13'54"E）面积15.47 平方千米，位于法国新阿基坦大区上维埃纳省，该省份为法国中西部省份，北起顺时针与安德尔省、克勒兹省、科雷兹省、多爾多涅省、夏朗德省和维埃纳省接壤。
与维埃纳河畔孔达接壤的市镇（或旧市镇、城区）包括：伊勒、博斯米莱吉耶、茹尔尼亚克、利摩日、索利尼亚克。

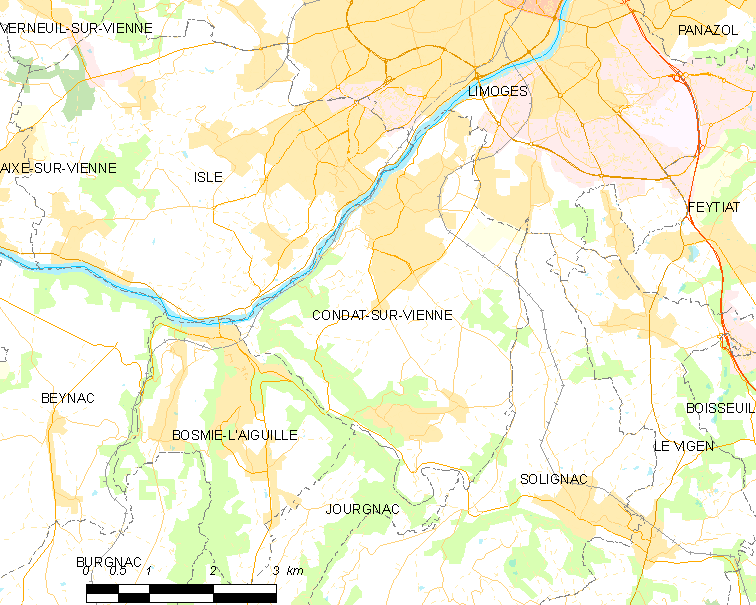
维埃纳河畔孔达的OSM定位图

维埃纳河畔孔达的时区为UTC+01:00、UTC+02:00（夏令时）。

## 行政
维埃纳河畔孔达的邮政编码为87920，INSEE市镇编码为87048。

## 政治
维埃纳河畔孔达所属的省级选区为维埃纳河畔孔达县。

## 人口

1962-2008年间维埃纳河畔孔达人口变化图示

维埃纳河畔孔达于2022年1月1日时的人口数量为5208人。